# Viscum perrieri
Viscum perrieri är en sandelträdsväxtart som beskrevs av Paul Lecomte. Viscum perrieri ingår i släktet mistlar, och familjen sandelträdsväxter. Inga underarter finns listade i Catalogue of Life.